# كارول لانديس
كارول لانديس (بالإنجليزية: Carole Landis)‏ (و. 1919 – 1948 م) هي ممثلة أفلام، وممثلة مسرحية أمريكية، ولدت في فيرتشيلد، توفيت عن عمر يناهز 29 عاماً، بسبب جرعة زائدة.

## التعليم
تعلمت في ثانوية سان بيرناردينو ‏.

## وصلات خارجية
- كارول لانديس على موقع IMDb (الإنجليزية)
- كارول لانديس على موقع ألو سيني (الفرنسية)
- كارول لانديس على موقع أول موفي (الإنجليزية)
- كارول لانديس على موقع قاعدة بيانات برودواي على الإنترنت (الإنجليزية)
- كارول لانديس على موقع قاعدة بيانات الأفلام السويدية (السويدية)
- كارول لانديس على موقع إن إن دي بي (الإنجليزية)
- كارول لانديس على موقع قاعدة بيانات الفيلم (الإنجليزية)
- كارول لانديس على موقع كينوبويسك (الروسية)